# Město psů
Město psů (v anglickém originále Dogtown) je 22. díl 28. řady (celkem 618.) amerického animovaného seriálu Simpsonovi. Scénář napsal J. Stewart Burns a díl režíroval Steven Dean Moore. V USA měl premiéru dne 21. května 2017 na stanici Fox Broadcasting Company a v Česku byl poprvé vysílán 29. září 2017 na stanici Prima Cool.
Jedná se o poslední díl Simpsonových, ke kterému složil hudbu skladatel Alf Clausen, který seriál skládal od roku 1990, než byl v srpnu 2017 propuštěn.

## Děj
Homer uvízne v koloně a pomocí mobilní aplikace se bezohlednou jízdou dostane do ulice Odpadní – v cestě mu stojí Spasitel a Gil. Homerovi selžou brzdy, a tak si musí vybrat, koho z nich srazí. Vybere si Gila, který kvůli němu skončí s vážným zraněním krku a hodlá Simpsonovy žalovat a požadovat od nich vše, co mají.
Porota přijme argument Homerovy obhajoby, že život Spasitele je důležitější než ten Gilův, a soud případ zamítne. Starosta Quimby se rozhodne využít tuto popularitu psů tím, že ze Springfieldu udělá „hlavní město pejskařů“ a zavede zákony vyhovující psům a trestající občany, kteří psy jakkoli ponižují. Veterinář Budgie je tedy kvůli upřednostnění koně přede psem zatknut policií.
Naléhání doktora Budgieho, aby si Springfielďané uvědomili, že psi si brzy všimnou, že jim nikdo nevládne, a obrátí se proti občanům, nebere nikdo vážně, dokud se to skutečně nestane. Ke smečce zdivočelých psů se přidá i Spasitel, město se před zuřivými psy schovává a krizový štáb rozhodne, že zruší nové zákony podporující psy. Posléze Gil usoudí, že městu pomůže zdivočelé psy zkrotit. Gil je připraven se psům postavit, ale je to Marge, která sjedná u psů opět respekt tím, že odkopne vůdkyni smečky Taquito. Všichni psi se poté vracejí do svých domovů a rodin.
V závěrečné scéně si Gil myslí, že našel nového přítele – psa Taquita, který Gilovi olizuje ruku a radostně štěká. Gil si neuvědomuje, že čivava se chová přátelsky jen proto, že jej chce sežrat.

## Přijetí

### Sledovanost
Město psů dosáhlo ratingu 0,9 a sledovalo ho 2,15 milionu lidí, čímž se Simpsonovi stali toho večera druhým nejsledovanějším pořadem na stanici Fox.

### Kritika
Dennis Perkins z The A.V. Club prohlásil: „Vtipy nejsou dost dobré na to, aby udržely premisu, charakterové prvky jsou povrchní a řídké, a jak už to tak bývá několik let po sobě, závěr série vypadá jako pouhý dodatek nežli pokus o velký odchod,“ a dal epizodě hodnocení C+.
Tony Sokol, kritik Den of Geek, napsal: „Město psů si potrpí na štěněčí lásku, a přesto se mu nějakým způsobem podařilo zmrzačit čokly do prašivé změti rozpustilého chaosu. Kdo by nemiloval roztomilá štěňátka? (…) Jsou to instantní memy, nejlepší přátelé člověka, oči slepých a spasitelé opilých arktických průzkumníků,“ díl ohodnotil 4 hvězdičkami z 5.